# Arcoscalpellum sinuatum
Arcoscalpellum sinuatum är en kräftdjursart som först beskrevs av Henry Augustus Pilsbry 1907.  Arcoscalpellum sinuatum ingår i släktet Arcoscalpellum och familjen Scalpellidae. Inga underarter finns listade i Catalogue of Life.